# Жадеитовая капуста
«Жадеитовая капуста» («Жадеитовая капуста с насекомыми») — статуэтка из цельного куска жадеита, которому придана форма головы пекинской капусты с прячущимися в её листьях саранчой и зелёным кузнечиком. Входит в коллекцию Музея Императорского Дворца в Тайбэе.

## Описание
«Жадеитовая капуста» — небольшая скульптура, всего лишь 18,7 × 9,1 × 5,07 см, «вряд ли больше, чем человеческая рука».
Эффект растрепанных листьев, как у настоящей капусты, достигнут благодаря сочетанию натуральных цветов жадеита. Скульптура была вырезана из наполовину белого, наполовину зелёного камня, содержавшего множество недостатков — трещин и обесцвеченных пятен. В скульптуре эти недостатки были оформлены как жилы в стеблях капусты и листья.
Скульптура считается аллегорией женской добродетели, с белым стеблем, символизирующим чистоту, листьями, обозначающими плодородие и изобилие, и насекомыми, представляющими детей.

## История
Скульптор произведения неизвестен. Впервые скульптура была выставлена в Запретном городе, резиденции супруги императора Гуансюя, вероятно, получившей её в качестве приданого в 1889 году. После Синхайской революции капуста вошла в коллекцию дворцового музея. В этой коллекции она пережила Японо-Китайскую войну 1937—1945 годов и Китайскую гражданскую войну, после чего была перемещена в Тайбэй в Музей Императорского Дворца.
Жадеитовая капуста считается самым известным экспонатом музея, и вместе с «Камнем формы мяса» и «Мао Гун Дин» она входит в Три сокровища музея. Была избрана общественностью как самый важный объект коллекции. В 2009 году был некоторый скандал, когда обнаружилось, что сувенирные копии произведения делались в Китае, а не на Тайване.